# Cowania wheeleri
Cowania wheeleri är en tvåvingeart som beskrevs av Henry J. Reinhard 1952. Cowania wheeleri ingår i släktet Cowania och familjen parasitflugor. Inga underarter finns listade i Catalogue of Life.